# Resolutie 431 Veiligheidsraad Verenigde Naties
Resolutie 431 van de Veiligheidsraad van de Verenigde Naties werd op 27 juli 1978 aangenomen. Dertien leden stemden voor en twee, Tsjechoslowakije en de Sovjet-Unie, onthielden zich. De resolutie vroeg secretaris-generaal Kurt Waldheim om een speciaal vertegenwoordiger voor Namibië aan te stellen.

## Achtergrond
Zuidwest-Afrika was na de Eerste Wereldoorlog onder een mandaat toevertrouwd aan Zuid-Afrika. Naar aanleiding van het apartheidsregime dat in het laatstgenoemde land later aan de macht kwam, werd het mandaat weer ingetrokken. Doch Zuid-Afrika weigerde Namibië te verlaten. Ook viel het buurlanden aan die de onafhankelijkheidsstrijd van de Namibiërs steunden.

## Inhoud
De Veiligheidsraad:
- Herinnert aan resolutie 385.
- Neemt nota van het voorstel van een oplossing voor de situatie met Namibië.

1. Vraagt secretaris-generaal Kurt Waldheim een speciale vertegenwoordiger aan te stellen om de snelle onafhankelijkheid van Namibië met vrij verkiezingen onder VN-toezicht te verzekeren.
2. Vraagt de secretaris-generaal verder zo snel mogelijk een rapport in te dienen met zijn aanbevelingen over de uitvoering van het voorstel.
3. Dringt er bij alle betrokkenen op aan zich in te zetten om Namibië zo snel mogelijk te verzelfstandigen.

## Verwante resoluties
- Resolutie 385 Veiligheidsraad Verenigde Naties
- Resolutie 428 Veiligheidsraad Verenigde Naties
- Resolutie 432 Veiligheidsraad Verenigde Naties
- Resolutie 435 Veiligheidsraad Verenigde Naties

Lijst ·  423 ·  424 ·  425 ·  426 ·  427 ·  428 ·  429 ·  430 ·  431 ·  432 ·  433 ·  434 ·  435 ·  436 ·  437 ·  438 ·  439 ·  440 ·  441 ·  442 ·  443